# Лотоцька Наталія Василівна
Ната́лія Васи́лівна Лото́цька  (20 вересня 1938, Більшівці, УРСР, СРСР — 21 грудня 2007, Київ, Україна) — українська акторка. Народна артистка України (1993). Заслужена артистка УРСР (1977). Лавреатка Державної премії України імені Т. Шевченка (1993).

## Життєпис
Народилася 20 вересня 1938 року в смт Більшівці на Станіславщині (тепер Івано-Франківська область). Батько — Лотоцький Василь Іванович — лікар, мати — Лотоцька Катерина Петрівна (з родини Пирогів).
У 1959 році закінчила філологічний факультет (німецька мова) Львівського державного університету.
У 1961 році закінчила Навчально-театральну студію при театрі імені М. Заньковецької у Львові.
1961—1963 роки — артистка Львівського державного драматичного театру імені М. Заньковецької. З 1963 року — артистка Національного театру ім. І. Франка у Києві.
Ведуча радіопередачі «Від суботи до суботи», записи на радіо за творами О. Кобилянської, О. Пчілки, Лесі Українки, У. Кравченко, К. Гриневичівної, Л. Костенко, І. Жиленко, М. Коцюбинського, І. Франка, О. Маковея, І. Нечуя-Левицького. Фільми «Буйна» — роль матері (реж. В. Василенко), серіал «Царівна» — роль тітки Павлини (реж. О. Туряниця), «Мина Мазайло» — роль Мазайлихи (реж. С. Проскурня).

Могила Наталії Лотоцької, Байкове кладовище

Померла через проблеми з серцем на 70-му році життя 21 грудня 2007 року. Похована на Байковому кладовищі у Києві, біля колеги по театру, актора Михайла Крамара (ділянка № 49б, 50°25′2.2″ пн. ш. 30°30′3.6″ сх. д. / 50.417278° пн. ш. 30.501000° сх. д.).

## Творчий доробок

### Львівський академічний театр ім. М.Заньковецької
- 1961 Інна «Колеги» В. Аксьонова, реж. А. Ротенштейн,
- 1962 Ірина «Перед вечерею» В. Розова, реж. В. Максимов,
- 1962 Світлана «Веселка» М. Зарудного, реж. А. Горчинський,
- 1962 Ріккі «Юстина» Х. Вуолібоки, реж. А. Горчинський,
- 1963 Майя «Ну і дітки» М. Зарудного, реж. А. Горчинський.

### Національний театр ім. І.Франка
- 1963 Галя «В степах України» О. Корнійчука (реж. М. Шейко);
- 1964 Прісенька «Шельменко-денщик» Г. Квітки-Основ'яненка (реж. І. Шкрьоба);
- 1965 Оля «Сторінка щоденника» О. Корнійчука (реж. В. Лизогуб);
- 1965 Леся «Планета сподівань» О. Корнійчука (реж. В. Лизогуб);
- 1967 Олена «Правда і кривда» М. Стельмаха (реж. В. Скляренко);
- 1968 Варя «На сьомому небі» М. Зарудного (реж. Д. Чайковський);
- 1968 Маруся «Лимерівна» Панаса Мирного (реж. В. Лизогуб);
- 1968 Надя «Голосіївський ліс» В. Собка (реж. Б. Мешкіс);
- 1969 Наталка «Горлиця» О. Коломійця (реж. В. Лизогуб);
- 1970 Галина «Вірність» М. Зарудного (реж. В. Лизогуб);
- 1971 Маринка «Перший гріх» О. Коломійця (реж. В. Лизогуб);
- 1971 Поліксена «Касандра» Лесі Українки (реж. С. Сміян);
- 1971 Кристина «За дев'ятим порогом» О. Коломійця (реж. В. Лизогуб);
- 1972 Надія «Дороги, які ми вибираємо» М. Зарядного (реж. С. Сміян);
- 1973 Поліна «Солдатська вдова» М. Ампілова (реж. В. Коломієць);
- 1974 Зіна «Несподівана пісня» О. Підсухи (реж. В. Коломієць);
- 1973 Хведоска «Дві сім'ї» М. Кропивницького, реж. А. Скибенко
- 1983 Радіорепортер «Візит старої дами» Ф. Дюренмата, реж. С. Данченко
- 1986 Амата «Енеїда» І. Котляревського, реж. С. Данченко
- 1988 Софія Павлівна «Майстер і Маргарита» М. Булгакова, реж. І. Молостова
- 1988 Панасиха «Різдвяна ніч» М. Гоголя, реж. І. Афанасьев
- 1988 Веденєєва «Жіночий стіл в мисливській залі» В. Мережка, реж. Б. Єрін
- 1988 Голда «Тев'є-Тевель» Шолом-Алейхема, реж. С. Данченко. (За цю роль Н. Лотоцька удостоєна в 1993 році Державної премії України ім. Т. Шевченка)
- 1990 Адріана «Блез» К.Меньє, реж. В. Опанасенко
- 1991 Качинська «Сава Чалий» І. Карпенко-Карого, реж. М. Мерзлікін
- 1992 Арміда «Привиди» Е. де Філіпе, реж. М. Ільченко
- 1993 Вона «Маячня удвох» Е. Іонеско, реж. В. Сечін
- 1994 Рабська «Житейське море» І. Карпенка-Карого, реж. І. Ільченко
- 1996 Риндичка «Український водевіль» І. Карпенка-Карого, реж. С. Мойсеєв
- 1997 Женя «Театральний роман» Я. Варфоломеєва, реж. В. Новіков

### Фільмографія
- «Фараони» (1964, Катерина)
- «Чому посміхаються зорі» (1966, Оля, студентка)
- «Сторінка щоденника» (1973, фільм-спектакль, Ольга)
- «Кассандра» (1974. фільм-спектакль, Поліксена
- «Дві сім'ї» (1978, фільм-спектакль, Хведоска)
- «Буйна» (1990, т/ф, 2 а)
- «Мина Мазайло» (1991, відео)
- «Царівна» (1994, телесеріал)
- «Острів любові» (1995, телесеріал; «Наречена» фільм № 9; тітка Поліни)

Озвучування:
- «Рiздвяна казка» (1993, мультфільм)

## Вшанування пам'яті
У вересні 2013 року в смт Більшівці з ініціативи Національного заповідника «Давній Галич» було відкрито меморіальну дошку акторці.
У травні 2023 року колишня вулиця Пролетарська (і провулок) у Голосіївському районі Києва отримала нову назву на честь Наталії Лотоцької.

## Нагороди
- 1977 рік — Заслужена артистка УРСР
- 1993 рік — Народна артистка України
- 1993 рік — Лауреат Державної премії України імені Т. Шевченка